# 시스템 설계
시스템 설계(systems design)는 시스템이 특정 요구사항을 충족하도록 아키텍처, 모듈, 인터페이스, 데이터를 정의하는 과정이다. 시스템 설계는 시스템 이론을 제품 개발에 응용하는 것으로 간주될 수 있다. 시스템 분석, 시스템 아키텍처, 시스템 공학 분야와 겹치는 부분이 일부 있다.
소프트웨어 부문에서 시스템 설계는 어떤 소프트웨어 시스템의 명세를 만족시키기 위해 필요한 구성 부분을 규정해 들어가는 과정을 의미한다.

## 같이 보기
- 아키텍처 패턴
- 전자 설계 자동화 (EDA)
- 임베디드 시스템
- 소프트웨어 개발 수명 주기 (SDLC)
- 시스템 공학
- TRIZ